# ラウトヤルヴィ
ラウトヤルヴィ（フィンランド語: Rautjärvi [ˈrɑu̯tˌjærʋi]）は、フィンランドの自治体。南カルヤラ県イマトラ郡に属する。過去には南スオミ州に属していた。ロシア連邦北西連邦管区のレニングラード州及びカレリア共和国と国境を接している町でもある。2021年12月31日現在の人口は3092人でフィンランド国内で213位の自治体である。町の面積は401.89km2だが、その内50.25km2が水面積である。総面積では219位の面積である。人口密度は、8.79人/km2。また、ラウトヤルヴィの公用語はフィンランド語のみである。
冬戦争で、ソビエト赤軍から“白い死神”と呼ばれ恐れられた伝説のスナイパー・シモ・ヘイヘの出身地でもある。

## 著名な出身者
- シモ・ヘイヘ - 軍人（狙撃手）。冬戦争で活躍。史上最多の確認戦果505名射殺を記録[3]。"白い死神"の異名を持つ。
- マルヤ＝リーサ・キルヴェスニエミ - クロスカントリースキー選手。1984年サラエボオリンピックのクロスカントリースキー競技金メダリスト。出身地はシンペレという別の町であったが、1973年にラウトヤルヴィに編入された。